# 부분론
수리논리학에서 부분론(mereology)은 부분과 전체의 관계를 다루는 공리적 1차 이론들을 통틀어 가리키는 말이다. 이는 술어논리의 응용이며, 형식적 존재론의 한 분야이기도 하다. 전산학이나 이론물리학에서도 층론, 토포스 이론, 범주론 등의 도구를 사용하여 부분론을 다룬다.

## 역사
비형식적인 부분-전체 논증은 아리스토텔레스 이후의 형이상학과 존재론에서 이미 등장하였으며, 1910년 무렵 집합론이 승리를 거둘 때까지는 그 존재가 두각되지 않았다. 아이버 그래턴 기네스(2001)는 19세기 및 20세기 초의 부분-전체 논증 및 게오르크 칸토어와 주세페 페아노가 집합론을 고안해낸 과정을 자세히 다룬다. 에드문트 후설은 1901년 그의 《논리학 연구》에서 부분과 전체에 대해 의식적이고 자세한 논증을 처음으로 전개했다. 그러나 후설의 글에는 '부분론'이라는 말이 등장하지 않으며, 수학 박사학위를 받은 인물임에도 불구하고 이에 대해 논리적 기호를 고안해내지 않았다.
스타니스와프 레시니에프스키는 1916년부터 1931년까지 부분과 전체에 대해 상당히 기술적인 형식 이론을 개발했으며, 1927년에 그리스어에서 부분을 뜻하는 단어 μέρος(méros)로부터 '부분론'을 뜻하는 mereology이라는 말을 고안해냈다. 레시니에프스키의 학생인 알프레트 타르스키는 Woodger (1937)에 대한 부록 E에서 레시니에프스키의 형식화를 상당히 간략화했다. 레시니에프스키의 다른 학생들(및 그 학생들의 학생들)은 20세기 동안 레시니에프스키의 "폴란드 부분론"을 계속 발전시켰다. 폴란드 부분론에 대한 주요 저술을 모아노은 책으로는 Srzednicki and Rickey (1984)가 있으며, 개관서로는 Simons (1987)이 있다. 그러나 1980년 무렵 이후로 폴란드 부분론에 대한 연구는 거의 역사적인 목적으로만 이루어지고 있다.

## 참고자료
- Husserl, Edmund, 1970. Logical Investigations, Vol. 2. Findlay, J.N., trans. Routledge.
- Simons, Peter, 1987. Parts: A Study in Ontology. Oxford Univ. Press.
- Srzednicki, J. T. J., and Rickey, V. F., eds., 1984. Lesniewski's Systems: Ontology and Mereology. Kluwer.
- Leśniewski, Stanisław, 1992. Collected Works. Surma, S.J., Srzednicki, J.T., Barnett, D.I., and Rickey, V.F., editors and translators. Kluwer.
- Tarski, Alfred, 1984 (1956), "Foundations of the Geometry of Solids" in his Logic, Semantics, Metamathematics: Papers 1923–38. Woodger, J., and Corcoran, J., eds. and trans. Hackett.

## 같이 보기
- 단순물
- 복합물
- 부분론적 본질주의
- 부분론적 허무주의
- 부분위상수학
- 화이트헤드의 점 없는 기하학